# Faustino Espinoza Navarro
Faustino Espinoza Navarro (Cuzco, 15 de diciembre de 1905 — 15 de enero de 2000) fue un escritor y actor peruano. Fue el reanimador del Inti Raymi en el Cuzco y fundador de la Academia de la Lengua Quechua del Cuzco.

## Vida
Faustino Espinoza Navarro se crio como hijo de un dueño de una finca pequeña cerca del Cuzco. Mientras sus padres hablaban castellano con él, aprendió el quechua en su niñez como segunda lengua de otros niños, así que lo habló, según él, como lengua materna. Sin embargo, dominó también el Qhapaq simi, un sociolecto del quechua cuzqueño limpiado de castellanismos, usado en los dramas del teatro del Cuzco, que Espinoza había aprendido de su padre y con investigaciones propias.
Junto a Humberto Vidal Unda, Faustino Espinoza Navarro reconstruyó el Inti Raymi del Cuzco en 1944, basándolo en las descripciones del Inti Raymi en los Comentarios Reales del Inca Garcilaso de la Vega (1612), y compuso su primer guion teatral. Espinoza escribió los papeles del Inca y los diálogos del resto del elenco, enteramente en Qhapaq simi. Así obtuvo reconocimiento en el Cuzco como intelectual y autoridad cultural. Desde entonces, el Inti Raymi ha sido representado en el Cuzco el 24 de junio cada año. Los primeros 14 años (hasta 1957) Espinoza interpretó el papel del Inca, pero en 1958 las autoridades académicas lo reemplazaron por Ricardo Castro Pinto, quien hasta entonces había interpretado el Willaq Umu.
En 1953 Faustino Espinoza fue uno de los fundadores la Academia de la Lengua Quechua (hoy Academia Mayor de la Lengua Quechua), cuyos estatutos fueron aprobados en enero de 1954 y donde trabajó como maestro de quechua. Fue presidente de la Academia desde 1963 hasta 1965 y desde 1976 hasta 1980. En 1973 empezó a publicar la revista Inka Rimay y en 1982 proyectó una gramática quechua internacional unificada.
Faustino Espinoza escribió 40 libros en quechua, algunos de los cuales no fueron publicados. Publicó más de 100 poemas quechuas en sus libros Qosqo (1963) y Machu Pikchu (1978). En 1984 recibió la medalla de la ciudad del Cusco.

## Familia
Faustino Espinoza fue casado con Julia Farfán. Tuvieron tres hijos, Zoila, Flor y Fausto Espinoza Farfán, este último que fue cineasta y escultor realizó la estatua del Inca Pachacutec localizada en la plaza del mismo nombre en la ciudad del Cusco.

## Obras
- Espinoza Navarro, Faustino (1956): Vocabulario trilingue: español-qheshwa (Quechua)-inglés: con un apéndice de aforismos en lengua inkayka. Cuzco: H.G. Rozas.
- Espinoza Navarro, Faustino (1963): Qosqo: poemas del inka. Cusco: Ediciones Inka-Rimay.
- Espinoza Navarro, Faustino (1977): Guion para la escenificación del Inti Raymi en la ciudad sagrada de los Inkas. Cusco: Editorial Garcilaso.
- Espinoza Navarro, Faustino (1978): Machu Pikchu: poemas del Inka. Cusco: Wiraqocha Biblioteca.
- Espinoza Navarro, Faustino (1985): “Breve historia de la Academia Peruana de la Lengua Quechua”. En: Inka Rimay. Órgano de la Academia Peruana de la Lengua Quechua, 25–33. Cusco: Academia Peruana de la Lengua Quechua.
- Espinoza Navarro, Faustino (1999): Manual para aprender quechua del Cusco. Cusco: Academia Mayor de la Lengua Quechua.
- Espinoza Navarro, Faustino (2000): Inka yachaykuna [Sapiencia inka]. Cusco: Academia Mayor de la Lengua Quechua.
- Moya Loayza, Gustavo y Faustino Espinoza Navarro (1983): Guía turística, circuito Cusco P'isaq Intiwatana.